# Arnulfo Treviño Garza
Doctor y coronel Arnulfo Fernando Treviño Garza (Múzquiz, Coahuila; 2 de junio de 1912 - Monterrey, Nuevo León; 18 de septiembre de 1988) fue un médico, militar y político mexicano que ejerció como rector de la Universidad Autónoma de Nuevo León en 1971. 
Nació en La Conquista, municipio de Múzquiz, Coahuila, el 2 de junio de 1912, siendo hijo de Arnulfo Treviño Medina y de María del Refugio Garza González. Graduado de la Escuela Médico Militar de la Ciudad de México en 1936, por más de 35 años fue profesor titular de la cátedra de cirugía en la Facultad de Medicina; fue jefe del Departamento de Cirugía General por oposición; también fue consejero maestro en el Consejo Universitario como representante de los maestros del Hospital Universitario "Dr. José Eleuterio González". 
Con el grado de mayor fue incorporado a la VII Zona Militar en Monterrey en 1935 y poco después fue ascendido a coronel. Fue delegado por la Facultad de Medicina para asistir al primer Congreso Nacional de Facultades de Medicina, realizado en abril de 1944, siendo director el Dr. Ángel Martínez Villarreal. 
Presidente del Comité Directivo Estatal del Partido Revolucionario Institucional en el periodo 1961 - 1968, durante la gubernatura de Eduardo Livas Villarreal y, posteriormente, fue diputado por el II Distrito Electoral a la XLVI Legislatura del Congreso de la Unión. 
Fue designado rector de la Universidad de Nuevo León el 12 de abril de 1971 por la Asamblea Popular de Gobierno Universitario, autoridad superior de la Universidad, que tenía esa atribución en virtud de la Tercera Ley Orgánica del 26 de marzo de 1971. En los siguientes días, sin posibilidades de tomar posesión material del cargo por la situación de paralización de la Universidad, Treviño Garza envió presupuestos para cubrir pagos de salarios y designó nueve directores de escuela y facultades. Dejó el cargo el 4 de junio de ese año, tras ser derogada la Ley, diez días después de haber logrado entrar a la oficina de Rectoría.
Fue miembro de la Academia Mexicana de Cirugía. Murió en Monterrey el 18 de septiembre de 1988.